# Koltai Tamás (politikus, 1968)
Koltai Tamás (Szekszárd, 1968. március 5. –) magyar közgazdász, politikus. A Kereskedelmi és Hitelbank Rt. finanszírozási előadója, a Gemenc Gabona Rt. termékmenedzsere, kereskedelmi vezetője, a Graham Sütő Rt. kereskedelmi igazgatója.

## Életpályája

### Iskolái
Egyetemi tanulmányait a Janus Pannonius Tudományegyetem Közgazdász Karán végezte el.

### Politikai pályafutása
1998–2002 között a Tolna Megyei Közgyűlés elnöke volt, 2002-től tagja. 1998–2007 között a Fidesz Tolna megyei választmányának elnöke volt. 2002–2006 között országgyűlési képviselő (Tolna megye) volt. 2002–2006 között a Területfejlesztési bizottság tagja volt. 2003-ban a paksi atomerőműben történt súlyos üzemzavar körülményeinek és annak elhárítására tett intézkedéseknek, valamint a kieső villamos energia pótlási lehetőségeinek megvizsgálására szakosodott vizsgálóbizottság elnöke volt.  2006-ban országgyűlési képviselőjelölt volt.